# Bagdaha
Bagdaha – gaun wikas samiti w środkowej części Nepalu  w strefie Dźanakpur w dystrykcie Sarlahi. Według nepalskiego spisu powszechnego z 2001 roku liczył on 894 gospodarstw domowych i 5384 mieszkańców (2561 kobiet i 2823 mężczyzn).